# The Hall of the Olden Dreams
The Hall of the Olden Dreams è il secondo album in studio del gruppo musicale power metal spagnolo Dark Moor pubblicato nel 2000 dalla Arise Records. Tutte le canzoni presenti sul disco trattano di storie di personaggi realmente esistiti.

## Tracce
1. The Ceremony - 1:29
2. Somewhere in Dreams - 4:49
3. Maid of Orleans - 5:02
4. Bells of Notre Dame - 4:40
5. Silver Lake - 5:15
6. Mortal Sin - 5:34
7. The Sound of the Blade - 3:57
8. Beyond the Fire - 6:09
9. Quest for the Eternal Fame - 6:47
10. Hand in Hand - 4:33
11. The Fall of Melnibone [Bonus track] - 10:30

## Riferimenti dei testi
- Somewhere in Dreams parla del fantasy in generale.
- Maid of Orleans parla della storia di Giovanna d'Arco.
- Bells of Notre Dame parla della storia del Gobbo di Notre Dame.
- Quest for the Eternal Fame tratta di fama e gloria.
- Hand in Hand parla della storia di Romeo e Giulietta.

## Formazione
- Elisa C. Martín - voce
- Enrik Garcia - chitarra
- Albert Maroto - chitarra
- Anan Kaddouri - basso elettrico
- Roberto Peña De Camus - tastiera
- Jorge Saez - batteria